# Джексон, Джонатан
Джонатан Стивенс Джексон (англ. Jonathan Stevens Jackson; 11 мая 1982, Орландо, Флорида) — американский актёр, музыкант и писатель. Он наиболее известен своей ролью Счастливчика Спенсера в телевизионной мыльной опере «Главный госпиталь» (1993–1999, 2009–2011, 2015), которая принесла ему пять Дневных премий «Эмми».  Он также известен своими ролями в фильмах «На самом дне океана» (1999), «Бессмертные» (2002), «Грязные танцы: Гаванские ночи» (2004) и «Верхом на пуле» (2004), а также в телесериале «Нэшвилл» (2012–2018), за которую он был номинирован на премию «Выбор телевизионных критиков».

## Биография
Джонатан Стивенс Джексон родился в Орландо, Флорида, но вырос в Вашингтоне. Родился в семье адвентистов седьмого дня. Когда Джексону было девять лет, родители отошли от этой организации. В 2012 году принял православие вместе со своей семьёй.
В 1993 году Джексон получил роль Лаки Спенсера в мыльной опере «Главный госпиталь», которую он исполнял до 1999 года. Он выиграл три Дневные премии «Эмми» за свою работу в сериале: в 1995, 1998 и 1999 году. Он вернулся в шоу в 2009 году и выиграл ещё две «Эмми» в 2011 и 2012 годах.
Джексон снялся в нескольких фильмах, таких как «Затерянный лагерь», «На самом дне океана», «На краю», «Бессонница», «Бессмертные», «Грязные танцы 2: Гаванские ночи» и «Болото». За роль в фильме 2004 года «Верхом на пуле» он получил номинацию на премию «Сатурн». Кроме того он появился в сериалах «Холм одного дерева» и «Терминатор: Битва за будущее», а в 2012 году получил постоянную роль Эйвери Баркли в сериале «Нэшвилл».
Женат на Лизе Валтаггио. Пара воспитывает троих детей: Калеба, Адору и Тайтуса.
В 2018 году Джонатан Джексон вместе с семьей впервые посетил Россию, совершил паломническую поездку, в которую входили посещение Москвы, Сергиева Посада, Санкт-Петербурга, Екатеринбурга, Нижнего Новгорода, Дивеева, Минеральных Вод, Буденновска, Пятигорска. В Санкт-Петербурге посещал могилу и музей Ф. М. Достоевского, а также встречался с потомками великого русского писателя. По словам Джонатана, один из главных факторов, повлиявших на его выбор в принятии православия, - это творчество Ф. М. Достоевского.
Кульминацией паломнической поездки явилось участие в ночной литургии в Храме на Крови в Екатеринбурге 17 июля, в день столетия со дня убийства царской семьи, где все члены семьи Джексонов причащались, а также посещение монастыря на Ганиной яме.

## Фильмография
| Год       |     | Русское название                          | Оригинальное название                   | Роль                       |
| --------- | --- | ----------------------------------------- | --------------------------------------- | -------------------------- |
| 1993—2015 | с   | Главный госпиталь                         | General Hospital                        | Лаки Спенсер               |
| 1994      | ф   | Затерянный лагерь                         | Camp Nowhere                            | Моррис «Мад» Химмел        |
| 1996      | тф  | Легенда о рубиновом серебре               | The Legend of the Ruby Silver           | Мэтт Рейни                 |
| 1996      | тф  | Пленник корпорации «Зенда»                | The Prisoner of Zenda, Inc.             | Руди / Оливер              |
| 1996      | тф  | —                                         | General Hospital: Twist of Fate         | Лаки Спенсер               |
| 1998      | с   | Парень познаёт мир                        | Boy Meets World                         | Рики Феррис                |
| 1999      | ф   | На самом дне океана                       | The Deep End of the Ocean               | Винсент Каппадора в 16 лет |
| 2000      | тф  | В ловушке фиолетового тумана              | Trapped in a Purple Haze                | Макс Хенсон                |
| 2000      | ф   | Настоящие права                           | True Rights                             | Чарли Вик                  |
| 2000      | кор | —                                         | Crystal Clear                           | Эдди                       |
| 2001      | в   | Скелеты в шкафу                           | Skeletons in the Closet                 | Сет                        |
| 2001      | с   | Ночные видения                            | Night Visions                           | Девин                      |
| 2001      | ф   | На краю                                   | On the Edge                             | Тоби                       |
| 2002      | ф   | Бессонница                                | Insomnia                                | Рэнди Стетз                |
| 2002      | ф   | Бессмертные                               | Tuck Everlasting                        | Джесси Так                 |
| 2003      | с   | Сумеречная зона                           | The Twilight Zone                       | Мартин                     |
| 2004      | ф   | Грязные танцы 2: Гаванские ночи           | Dirty Dancing: Havana Nights            | Джеймс Фелпс               |
| 2004      | ф   | Верхом на пуле                            | Riding the Bullet                       | Алан Паркер                |
| 2005      | ф   | Болото                                    | Venom                                   | Эрик                       |
| 2006      | тф  | Маленькое дельце под названием «Убийство» | A Little Thing Called Murder            | Кенни Каймс                |
| 2008—2009 | с   | Терминатор: Битва за будущее              | Terminator: The Sarah Connor Chronicles | Кайл Риз                   |
| 2010      | ф   | Крушение                                  | Kalamity                                | Стенли Келлер              |
| 2012—2018 | с   | Нэшвилл                                   | Nashville                               | Эйвери Баркли              |

1. ↑  Jonathan Jackson // filmportal.de — 2005.
2. ↑  Jonathan Jackson profile at FilmReferebce.com. Дата обращения: 8 мая 2012. Архивировано 10 июля 2012 года.
3. ↑  Jewett, Dave (6 октября 1997). Article: Jackson Scores A Role In Major Film. The Columbian. Архивировано 4 ноября 2012. Дата обращения: 9 сентября 2010.
4. ↑  Актер Джонатан Джексон — о своем трудном пути к православию : Православие и мир. Дата обращения: 4 июля 2012. Архивировано 2 июля 2012 года.
5. ↑  Популярный американский актёр публично исповедал Православие. Дата обращения: 27 июня 2012. Архивировано 28 июня 2012 года.
6. 1 2 3  Awards for Jonathan Jackson. Дата обращения: 8 мая 2012. Архивировано 20 сентября 2012 года.
7. ↑  Morgan Jeffery. 'Nashville' pilot adds 'General Hospital' star Jonathan Jackson. Digital Spy (23 февраля 2012). — «Jonathan Jackson has joined ABC's musical pilot Nashville.» Дата обращения: 7 мая 2012. Архивировано 20 сентября 2012 года.
8. ↑  B.G. actor-musician goes country (англ.). The Columbian. Дата обращения: 13 декабря 2019. Архивировано 9 октября 2012 года.
9. 1 2  Вадим Грачев. Святая Русь американского актера Джонатана Джексона / Православие.Ru. pravoslavie.ru. Дата обращения: 7 февраля 2024. Архивировано 7 февраля 2024 года.